# Volkmarode
Volkmarode è una località della Germania, frazione (Stadtteil) della città di Braunschweig, nel land della Bassa Sassonia.

## Storia
Già comune autonomo nel dissolto circondario di Braunschweig, fu incorporato a Braunschweig il 1º marzo 1974.